# Koos de Valk
Jacobus Mattheus Maria (Koos) de Valk (Rotterdam, 13 maart 1927 – aldaar, 10 december 2012) was een Nederlandse hoogleraar in de sociologie en sociale filosofie aan de Nederlandse Economische Hogeschool te Rotterdam en de Erasmus Universiteit Rotterdam.

## Biografie
De Valk is geboren te Rotterdam op 13 maart 1927. Hij is gestorven op 85-jarige leeftijd in het Sint Franciscus Gasthuis te Rotterdam op 10 december 2012. Hij is het oudste kind van Guillaume Marie (Guill) de Valk (1899-1979, aannemer en taxateur) en Hendrika Maria (Riet) Nijs (1902-1991). Koos de Valk trouwde in 1956 met J.P.M. Sweep. Zij kregen vier kinderen.
De Valk deed in 1944 eindexamen aan de R.K. Hogere Burgerschool te Rotterdam. Hij ging toen een technische opleiding volgen, omdat de universiteiten gesloten waren. Bij de grote razzia van Rotterdam op 11 november 1944 werd hij (17 jaar oud) met duizenden andere jongens en mannen uit Rotterdam weggevoerd voor dwangarbeid in Duitsland (Arbeitseinsatz). Hij wist daaraan te ontkomen door samen met twee buurjongens in de buurt van Borne (Overijssel) uit de rijdende trein te springen. Vanuit die trein is toen door Duitse soldaten op de drie vluchtende jongens geschoten, maar ze werden niet door de kogels geraakt. Vervolgens zat hij tot mei 1945 ondergedoken bij zijn oom Jacques de Valk (1906-1983) in Almelo.
Na de Tweede Wereldoorlog ging De Valk economie studeren aan de Nederlandse Economische Hogeschool te Rotterdam. Hij promoveerde in 1960 bij prof.dr. Fred Polak (1907-1985) op het proefschrift De evolutie van het wetsbegrip in de sociologie: een historisch overzicht en wetenschapssociologische interpretatie. In 1966 werd hij lector en in 1969 werd hij hoogleraar aan de Nederlandse Economische Hogeschool die later opging in de Erasmus Universiteit Rotterdam. Na zijn emeritaat bleef De Valk doorwerken onder andere door cursussen te geven bij HOVO (Hoger Onderwijs Voor Ouderen) en door filosofische boeken te vertalen uit het Frans en het Italiaans naar het Nederlands.
Verder is De Valk actief geweest binnen verschillende wetenschappelijke en maatschappelijke organisaties. Binnen de politiek was hij eerst actief bij de PvdA en later bij het CDA. Hij schreef veel artikelen voor de Grote Winkler Prins Encyclopedie.

## Werken
- De evolutie van het wetsbegrip in de sociologie. Een historisch overzicht en wetenschapssociologische interpretatie (Rotterdam, 1960, tweede druk 1970 bij Van Gorcum te Assen)
- Maatschappelijk verantwoordelijkheidsbesef (openbare les bij aanvaarding lectoraat, 19 januari 1967)
- Encyclopedie van de sociologie (Elsevier, 1977)
- Geschiedenis van de sociologie (met H.P.M. Goddijn en P. Thoenes. Uitgeverij Boom, Meppel, 1971)
- Maakbaarheid van onze samenleving (Annalen van het Thijmgenootschap, 1978)
- Mythe en realiteit in de Christelijke politiek (met A.G. Weiler en F.A.M. Alting van Geusau; Annalen van het Thijmgenootschap, 1979)
- De twaalf vreugden van de wetenschap (diesrede Erasmus Universiteit, 8 november 1983)
- Vernieuwing van het christelijk sociaal denken (Annalen Thijmgenootschap, 1989)
- Vergankelijkheid (afscheidscollege, 26 maart 1992)
- Een hedendaagse spiritualiteit  (de eerste Titus Brandsma Lezing, 1993)
- Thijmgenootschap 1984-2004. Over wetenschap en levensbeschouwing (met I. Jacobs; Annalen van het Thijmgenootschap, 2004)